# Ян Керножицький
Ян Керножицький (пол. Jan Kiernożycki) — польський ротмістр, один з ватажків загонів, що в Смутний час підтримували Лжедмитрія Другого.
Отримав від Лжедмитрія чин воєводи вяземського.
З загоном запорожців виступив з Тушина, зайняв Твер, Торжок і, діючи проти Скопіна-Шуйського, підступив до Новгорода і зайняв Стару Русу. 25 квітня 1609 вирішив розбити передові загони з'єднаних сил шведів і московитів і, покинувши Стару Русу, дав бій біля с. Кам'янка, але зазнав поразки. Загін Керножицького складався з 4 тисяч поляків і козаків, 5 тисячним передовим загоном об'єднаного московського війська та шведського експедиційного корпусу Якоба Делаґарді командував Еверт Горн.